# Welcome to the Black Parade
My Chemical Romance가 하나의 락 아이콘으로 자리를 잡게 해준 앨범으로, 2집 당시 이미 주목을 받았지만, 세계적으로 인정을 받게 된 것은 이 앨범이 나오고 난 이후이다. 지금까지도 모던 락 장르의 명반으로 꼽히는 앨범이다. 2006년 10월에 발매되었으며 당년 빌보드 차트에서 2위를 기록하였다.